# Time I
Time I è il secondo album della band finlandese Wintersun. Inizialmente previsto in uscita nel Novembre 2006, è stato oggetto di numerosi posticipi. È uscito il 19 ottobre 2012 per l'etichetta Nuclear Blast.

## Tracce
1. When Time Fades Away - 4:08
2. Sons of Winter and Stars - 13:31
  1. Rain of Stars
  2. Surrounded by Darkness
  3. Journey Inside a Dream
  4. Sons of Winter and Stars
3. Land of Snow and Sorrow - 8:22
4. Darkness and Frost - 2:24
5. Time - 11:45

## Formazione
- Jari Mäenpää - voce, chitarra, tastiere
- Teemu Mäntysaari - chitarra, cori
- Jukka Koskinen - basso, cori
- Kai Hahto - batteria